# 蓝野大学短期大学部
蓝野大学短期大学部（日语：／ Aino Daigaku Tanki Daigakubu *），简称蓝野短大，是一所位于日本大阪府茨木市的私立短期大学。前蓝野学院短期大学（日语：／ Aino Gakuin Tanki Daigaku *）。

## 概要

### 简介
- 学校最早可以追溯到1968年[1]。短期大学为于1985年开办[1]、由学校法人蓝野学院经营[2]。为男女同校。

### 历史
- 1985年 蓝野大学短期大学部成立并同时设置一个学科即护理学科[1]。
- 1993年 地区护理学专攻成立于专科[1]。
- 2004年 护理学科的修业年限变更为从三个年到两个年[2]。
- 2007年 青叶丘校园成立于大阪府富田林市。护理学科分离为两个学科、以下列举。
  - 第一护理学科[注 1]
  - 第二护理学科[注 2]
- 2012年 改校名为蓝野大学短期大学部[1]。

### 宪章
- 请参看蓝野大学短期大学部的标志 （页面存档备份，存于） （日語） 2014年4月20日阅览。

## 学校环境
- 茨木校园:大阪府茨木市：有第一护理学科
- 青叶丘校园:大阪府富田林市：有第二护理学科

## 历任校长
- 细川修治：第一代短期大学校长[3]。
- 佐佐木惠云：现在短期大学校长[4]

## 组织

### 学科
- 第一护理学科
- 第二护理学科

### 专科
| - 地区护理学专攻 |

### 业余课程
| - 没有 |

### 附属学校
- 高等学校：前蓝野学院短期大学附属蓝野高等学校成立于2007年、改名为蓝野高等学校于2012年[1]。

## 相关链接
- 日本短期大学列表